# شنان مفصلي
الشَّنَّان المفصلي   أو الشنآن السوري (باللاتينية: Anabasis articulata) نوع نباتي يتبع جنس الشَّنَّان من الفصيلة القطيفية.

## الموئل والانتشار
موطنها المشرق العربي ووادي النيل والمغرب العربي وإسبانيا.

## مرادفات
- (باللاتينية: Salsola articulata Forssk.)
- (باللاتينية: Anabasis hispanica Pau)
- (باللاتينية: Anabasis mucronata (Lag.) C. Vicioso)